# Euploea sumbawana
Euploea sumbawana är en fjärilsart som beskrevs av Hans Fruhstorfer 1897. Euploea sumbawana ingår i släktet Euploea och familjen praktfjärilar. Inga underarter finns listade i Catalogue of Life.